# Mo'Nique
Monique Hicks, née Imes le 11 décembre 1967 à Woodlawn, dans le Maryland, dite couramment Mo'Nique, est une humoriste et actrice américaine.  
À l'écran, elle est révélée par son interprétation de Nikki West-Parker dans la série Les Parker (1999-2004) puis ses rôles dans Phat Girlz (2006) et Le Retour de Roscoe Jenkins (2008). Par la suite, elle est l'invitée de plusieurs émissions, incluant Showtime at the Apollo (en) et se fait aussi remarquer pour ses one-woman-show. 
En 2009, elle est acclamée pour sa performance dramatique en tant que Mary Lee Johnston dans le film Precious de Lee Daniels, où elle incarne une mère abusive. Elle remportera cette année-là l'Oscar de la meilleure actrice dans un second rôle, un Screen Actors Guild Award, un Golden Globe Award ainsi qu'un BAFTA Award. Elle est la seizième actrice afro-américaine à être nommée à l'Oscar de la meilleure actrice dans un second rôle, et la quatrième à être récompensée. 
Elle a tenu une émission intitulée The Mo'Nique Show (en), un débat télévisé qui a été diffusé sur BET de 2009 à 2011.
En 2024, elle collabore de nouveau avec Lee Daniels dans le film d'horreur The Deliverance.

## Biographie

### Jeunesse et formation
Mo'Nique est née à Woodlawn (Maryland) de son père Steven Imes, Jr., un conseiller en toxicomanie, et de sa mère, Alice Imes, ingénieur,. Elle est la plus jeune de quatre enfants.  
Elle grandit à Baltimore et est diplômée de la Milford Mill High School dans le Comté de Baltimore et a étudié à la Morgan State University. 
A la fin des années 1990, elle s'installe à Atlantic City à la recherche de plus de nouvelles opportunités professionnelles. 

### Carrière

#### Débuts et révélation comique
Mo'Nique a, par la suite, tourné dans de nombreuses séries télévisées comme Showtime at the Apollo, le Def Comedy Jam de Russell Simmons et Thank God You're Here.  
Elle débute et se fait remarquer par le rôle de Nicole "Nikki" Parker dans la sitcom Les Parker diffusée sur la chaîne télévisée UPN. Il s'agit d'une série dérivée de Moesha dans laquelle on suit une mère et sa fille aller à l'université en même temps. Tout comme dans Moesha, de nombreux chanteurs et acteurs et autres célébrités ont fait une ou plusieurs apparitions en tant que guest-stars. On peut citer la chanteuse de gospel Shirley Caesar, la rappeuse Lil'Kim, la chanteuse de R'n'B Nivea Hamilton ou le duo Mary Mary. 
Diffusé entre 1999 et 2004, ce show l'installe sur le petit écran et lui permet d'augmenter sa notoriété. Il lui vaut ses premières récompenses et citations, elle remporte notamment plusieurs NAACP Image Awards de la meilleure actrice dans une série télévisée comique. Cette cérémonie honore les meilleurs films, musiques, livres, émissions et les meilleurs professionnels de la communauté afro-américaine. 
Profitant de quelques pauses, entre deux saisons de sa sitcom, elle tourne pour le cinéma. 
En 2001, elle apparaît dans Baby Boy, un drame de John Singleton porté par Tyrese Gibson, Omar Gooding et Taraji P. Henson. La même année, elle est aussi un second rôle de la comédie L'amour n'est qu'un jeu menée par le tandem Vivica A. Fox et Morris Chestnut. Et elle fait la une de Queens of Comedy Tour. Elle réalise par la suite un album du même titre qui lui vaut une nomination au Grammy Awards du meilleur album de comédie.  
En 2002, elle apparaît dans un clip vidéo de Busta Rhymes, P.Diddy et Truth Hurts et elle joue un petit rôle dans le film d'action Mission Alcatraz qui met en vedette Steven Seagal. 
En 2003, elle sort un best-seller Skinny Women are Evil.  
Après un téléfilm remarqué , Good Fences, qui lui vaut le Black Reel Awards de la meilleure actrice de télévision dans un second rôle et dans lequel elle donne la réplique à Whoopi Goldberg et Danny Glover, elle est à l'affiche de deux longs métrages, en 2004 : Elle confirme dans un registre comique lorsqu'elle décroche aussi quelques citations à la suite de ses participations aux comédies Soul Plane et Hair Show. 
Elle fut présentatrice et productrice exécutive du Mo'Nique's Fat Chance, sur la chaîne américaine Oxygen, une émission de téléréalité en trois saisons, diffusées entre 2005 et 2007. 
Entre-temps, elle s'invite sur le plateau de quelques séries et fait des apparitions en tant que guest-star comme lors de la saison 4 de Nip/Tuck et dans la saison 2 d'Ugly Betty. Et elle signe une prestation remarquée dans la comédie romantique Phat Girlz dont elle est la vedette et assure aussi le rôle de productrice exécutive. 
Elle sort un deuxième livre, Skinny Cooks Can't Be Trusted, en 2006. Deux ans plus tard, elle sort son troisième ouvrage qui est cette fois-ci une fiction du type teen movie, Beacon Hills High. 
Elle renoue avec ses racines du stand-up en sortant I Coulda Been Your Cellmate, en collaboration avec le réseau Showtime.  

#### Consécration et diversification

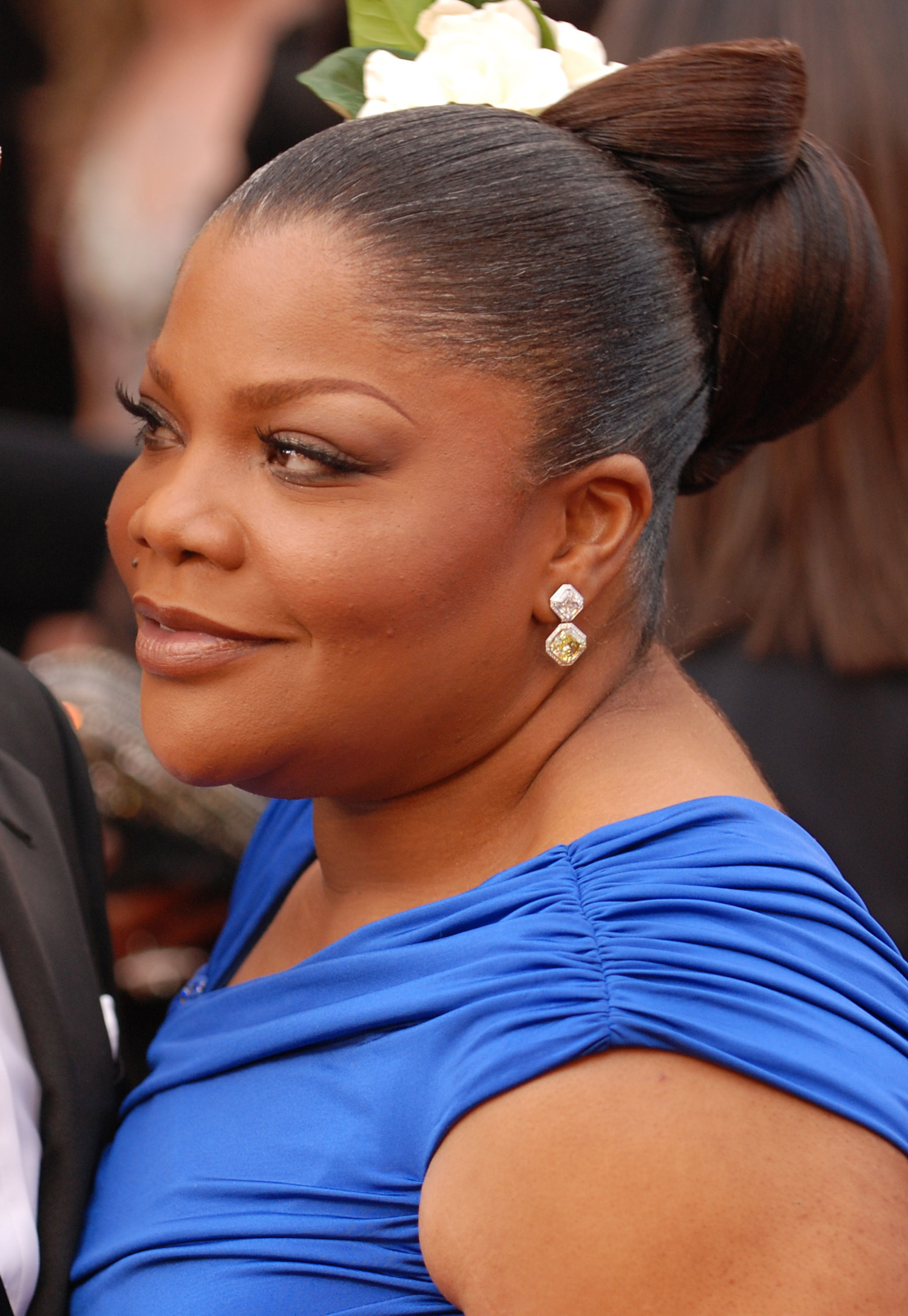
Récompensée par l'Oscar de la meilleure actrice dans un second rôle pour le drame Precious, lors de la 82e cérémonie des Oscars, en 2010.

En 2009, c'est la consécration grâce au drame Precious de Lee Daniels. Adaptée du roman écrit par Sapphire, le film met en scène Gabourey Sidibe dans le rôle-titre, Mo'Nique dans le rôle de la mère violente de cette dernière, Paula Patton en institutrice, Mariah Carey en assistante sociale et Lenny Kravitz en infirmier. Cette production est présentée au Festival de Cannes dans la catégorie Un certain regard, le 15 mai 2009 et rencontre le succès. Elle permet à Mo'Nique de remporter pas moins de 24 récompenses pour ce rôle, dont un Oscars lors de la 82e cérémonie des Oscars. 
Entre-temps, elle est invitée du Showtime at the Apollo et lors de la première saison de Flavor of Love Girls: Charm School sur VH1.
Mo'Nique met ensuite en scène son propre débat télévisé intitulé The Mo'Nique Show. Basée à Atlanta, l'émission a été diffusée pour la première fois en 2009 sur la chaîne BET. Le show dure deux saisons et s'arrête en août 2011 après 250 épisodes. 
En 2015, elle reçoit de bonnes critiques pour son interprétation de la chanteuse de blues Ma Rainey dans le biopic télévisuel Bessie, qui relate l'ascension de Bessie Smith, incarnée à l'écran par Queen Latifah. Ce rôle lui vaut une proposition pour le Primetime Emmy Award de la meilleure actrice dans un second rôle dans une mini-série ou un téléfilm. 
En 2017, elle se produit au Spotlight 29 Casino à Coachella. Avant cela, elle produit les drames Blackbird (2014) et Interwoven (2016). Le premier est très mal reçu par la critique, lorsque le second se distingue durant quelques festivals du cinéma indépendant. Elle participe aussi à la comédie afro-américaine Almost Christmas, entourée d'un casting choral notamment composé d'Omar Epps, Danny Glover, Gabrielle Union, Romany Malco, Kimberly Elise et Jessie Usher. 
En 2019, elle signe sa première résidence à Las Vegas avec un nouveau one-man-show.

### Vie privée
De décembre 1997 à avril 2001, elle est en couple avec Mark Jackson. Le couple a deux fils, Shalon Jackson (né en 1990) et Mark Jackson Jr. (adopté en 1992). 
Depuis mai 2006, elle est en couple avec Sidney Hicks. Le couple accueille des jumeaux, Jonathan Hicks et David Hicks, le 3 octobre 2005. 
Le 19 avril 2010, le frère de Mo'Nique admet, dans l'émission d'Oprah, avoir abusé sexuellement de sa sœur lorsqu'il avait 13 ans et qu'elle en avait 7 ; ces abus ont continué durant de nombreuses années.

## Filmographie

### Cinéma

#### Longs métrages
- 2000 : 3 Strikes de DJ Pooh : Dahlia
- 2001 : Baby Boy de John Singleton : Patrice
- 2001 : Two Can Play That Game de Mark Brown : Diana
- 2002 : Mission Alcatraz de Don Michael Paul : Twitch's Girl
- 2004 : Soul Plane de Jessy Terrero : Jamiqua
- 2004 : Hair Show de Leslie Small : Peaches Whittaker
- 2005 : Shadowboxer de Lee Daniels : Precious
- 2005 : Domino de Tony Scott : Lateesha Rodriguez
- 2006 : Irish Jam de John Eyres : Pyscho
- 2006 : Phat Girlz de Nnegest Likké : Jazmin Biltmore (également productrice exécutive)
- 2006 : Beerfest de Jay Chandrasekhar : Cherry
- 2006 : Farce of the Penguins de Bob Saget : Vicky (voix)
- 2008 : Le Retour de Roscoe Jenkins (Welcome Home, Roscoe Jenkins) de Malcolm D. Lee : Betty
- 2009 : Precious de Lee Daniels : Mary Lee Johnson
- 2009 : Steppin: The Movie de Michael Taliferro : Tante Carla
- 2014 : Blackbird de Patrik-Ian Polk : Claire Rousseau (également productrice exécutive)
- 2016 : Interwoven de David E. Talbert : Barbara (également productrice exécutive)
- 2016 : Almost Christmas de David E. Talbert : Tante May
- 2024 : The Deliverance de Lee Daniels : Cynthia Henry

### Télévision

#### Séries télévisées
- 1999-2000 : Moesha : Nikki Parker (3 épisodes)
- 1999-2004 : Les Parker : Nikki Parker (110 épisodes)
- 2001 : The Hughleys : Nikki Parker (1 épisode)
- 2002 : Cool Attitude : Boonetta (voix, 1 épisode)
- 2004 : The Bernie Mac Show : Lynette (1 épisode)
- 2006 : Les Razmoket : Tante Moo (voix, 1 épisode)
- 2006 : Nip/Tuck : Evetta Washington (saison 4, épisode 8)
- 2007 : The Boondocks : Jamiqua (voix, 1 épisode)
- 2007 : Ugly Betty : L'Amanda (saison 2, épisode 8)

#### Téléfilms
- 2003 : Good Fences de Ernest R. Dickerson : Ruth Crisp
- 2015 : Bessie de Dee Rees : Ma Rainey

### Clip
- 2002 : Pass the Courvoisier, Part II de Busta Rhymes feat. P. Diddy et Pharrell

### En tant que productrice
- 2005 : Mo'Nique's Fat Chance (émission de télévision)
- 2007 : Flavor of Love Girls: Charm School (téléréalité)
- 2009-2011 : The Mo'Nique Show (émission de télévision)

### En tant que scénariste
- 2005 : The Big Black Comedy Show, Vol. 2 (stand-up)
- 2007 : Mo'Nique: I Coulda Been Your Cellmate (stand-up)

## Distinctions
Note : Cette section récapitule les principales récompenses et nominations obtenues par Mo'Nique. Pour une liste plus complète, se référer au site IMDb.

### Récompenses
- NAACP Image Awards 2001 : meilleure actrice dans une série télévisée comique pour Les Parker
- NAACP Image Awards 2002 : meilleure actrice dans une série télévisée comique pour Les Parker
- Black Reel Awards 2004 : meilleure actrice de télévision dans un second rôle pour Good Fences
- NAACP Image Awards 2004 : meilleure actrice dans une série télévisée comique pour Les Parker
- NAACP Image Awards 2005 : meilleure actrice dans une série télévisée comique pour Les Parker
- Women's Image Network Awards 2006 : meilleure programme de télévision pour Mo'Nique Fat Chance
- African-American Film Critics Association 2009 : meilleure actrice dans un second rôle pour Precious
- Alliance of Women Film Journalists 2009 : 
  - meilleure actrice dans un second rôle pour Precious
  - meilleure performance pour Precious
  - meilleur moment inoubliable pour Precious, pour la scène partagée avec Mariah Carey
- Awards Circuit Community Awards 2009 : meilleure actrice dans un second rôle pour Precious
- Boston society of film critics awards 2009 :
  - meilleure actrice dans un second rôle pour Precious
  - meilleure distribution pour Precious
- Chicago Film Critics Association Awards 2009 : meilleure actrice dans un second rôle pour Precious
- Dallas-Fort Worth Film Critics Association Awards 2009 : meilleure actrice dans un second rôle pour Precious
- Detroit Film Critics Society 2009 : meilleure actrice dans un second rôle pour Precious
- Florida Film Critics Circle Awards 2009 : meilleure actrice dans un second rôle pour Precious
- Indiana Film Journalists Association 2009 : meilleure actrice dans un second rôle pour Precious
- Kansas City Film Critics Circle Awards 2009 : meilleure actrice dans un second rôle pour Precious
- Las Vegas Film Critics Society Awards 2009 : meilleure actrice dans un second rôle pour Precious
- Los Angeles Film Critics Association Awards 2009 : meilleure actrice dans un second rôle pour Precious
- New York Film Critics Circle Awards 2009 : meilleure actrice dans un second rôle pour Precious
- Oklahoma Film Critics Circle Awards 2009 : meilleure actrice dans un second rôle pour Precious
- Phoenix Film Critics Society Awards 2009 : meilleure actrice dans un second rôle pour Precious
- San Diego Film Critics Society Awards 2009 : meilleure actrice dans un second rôle pour Precious
- San Francisco Film Critics Circle 2009 : meilleure actrice dans un second rôle pour Precious
- 14e cérémonie des Satellite Awards 2009 : meilleure actrice dans un second rôle pour Precious
- Southeastern Film Critics Association Awards 2009 : meilleure actrice dans un second rôle pour Precious
- St. Louis Film Critics Association 2009 : meilleure actrice dans un second rôle pour Precious
- Festival international du film de Stockholm 2009 : meilleure actrice pour Precious
- Festival du film de Sundance 2009 : Prix du jury de la meilleure actrice dans un film dramatique pour Precious
- Utah Film Critics Association Awards 2009 : meilleure actrice dans un second rôle pour Precious
- Village Voice Film Poll 2009 : meilleure actrice dans un second rôle pour Precious
- Washington DC Area Film Critics Association Awards 2009 : meilleure actrice dans un second rôle pour Precious
- 63e cérémonie des British Academy Film Awards 2010 : meilleure actrice dans un second rôle pour Precious
- 10e cérémonie des BET Awards 2010 : meilleure actrice pour Precious
- Black Reel Awards 2010 : meilleure actrice dans un second rôle pour Precious
- 15e cérémonie des Critics' Choice Movie Awards 2010 : meilleure actrice dans un second rôle pour Precious
- Central Ohio Film Critics Association Awards 2010 : meilleure actrice dans un second rôle pour Precious
- Chlotrudis Awards 2010 : meilleure actrice dans un second rôle pour Precious
- Denver Film Critics Society 2010 : meilleure actrice dans un second rôle pour Precious
- Film Independent's Spirit Awards 2010 : meilleure actrice dans un second rôle pour Precious
- 67e cérémonie des Golden Globes 2010 : meilleure actrice dans un second rôle pour Precious
- Gold Derby Awards 2010 : 
  - meilleure actrice dans un second rôle pour Precious
  - actrice secondaire de la décennie pour Precious
- London Critics' Circle Film Awards 2010 : meilleure actrice dans un second rôle pour Precious
- NAACP Image Awards 2010 : 
  - actrice de l'année pour Precious
  - Meilleure émission d'informations pour The Mo'Nique Show[2]
- National Society of Film Critics Awards 2010 : meilleure actrice dans un second rôle pour Precious
- 82e cérémonie des Oscars 2010 : meilleure actrice dans un second rôle pour Precious
- Online Film Critics Society Awards 2010 : meilleure actrice dans un second rôle pour Precious
- 16e cérémonie des Screen Actors Guild Awards 2010 :
  - meilleure actrice dans un second rôle pour Precious
  - meilleure distribution pour Precious
- Awards Circuit Community Awards 2012 : meilleure actrice dans un second rôle de la décennie pour Precious

### Nominations
- NAACP Image Awards 2002 : meilleure actrice dans un second rôle pour Two Can Play That Game
- NAACP Image Awards 2003 : meilleure actrice dans une série télévisée comique pour Les Parker
- BET Comedy Awards 2004 : 
  - meilleure actrice dans une série télévisée comique pour Les Parker
  - meilleure actrice dans un second rôle pour Soul Plane
- NAACP Image Awards 2004 : meilleure actrice dans une mini-série ou un téléfilm pour Good Fences
- BET Comedy Awards 2005 : meilleure actrice pour Hair Show
- Houston Film Critics Society Awards 2009 : meilleure actrice dans un second rôle pour Precious
- Toronto Film Critics Association Awards 2009 : meilleure actrice dans un second rôle pour Precious
- Washington DC Area Film Critics Association Awards 2009 : meilleure distribution pour Precious
- Gold Derby Awards 2010 : meilleure distribution pour Precious
- Vancouver Film Critics Circle 2010 : meilleure actrice dans un second rôle pour Precious
- Critics' Choice Television Awards 2015 : meilleure actrice dans un second rôle dans une mini-série ou un téléfilm pour Bessie
- 67e cérémonie des Primetime Emmy Awards 2015 : meilleure actrice dans un second rôle dans une mini-série ou un téléfilm pour Bessie
- Gold Derby Awards 2015 : meilleure actrice dans un second rôle dans une mini-série ou un téléfilm pour Bessie
- 20e cérémonie des Satellite Awards 2015 : meilleure actrice dans un second rôle dans une mini-série ou un téléfilm pour Bessie
- Beaufort International Film Festival 2016 : meilleure actrice pour Interwoven
- Black Reel Awards 2016 : meilleure actrice dans un second rôle dans une mini-série ou un téléfilm pour Bessie
- NAACP Image Awards 2017 : meilleure actrice dans un second rôle pour Almost Christmas